# Pyrgos (Gemeinde)
Pyrgos (griechisch Πύργος [ˈpirɣɔs] (m. sg.)) ist eine Gemeinde auf der Peloponnes in der griechischen Region Westgriechenland. Sie wurde durch die Fusion von vier Gemeinden zum 1. Januar 2011 gegründet. Verwaltungssitz der 45.365 Einwohner (2021) zählenden Gemeinde ist die Stadt Pyrgos, die bis 2010 Hauptstadt der Präfektur Elis war.

## Lage
Die Gemeinde Pyrgos erstreckt sich über eine Fläche von 459 km² im Westen der Peloponnes bis zum Ionischen Meer. Angrenzende Gemeinden sind Ilida im Norden, Archea Olymbia im Osten und Andritsena-Krestena im Süden.

## Verwaltungsgliederung

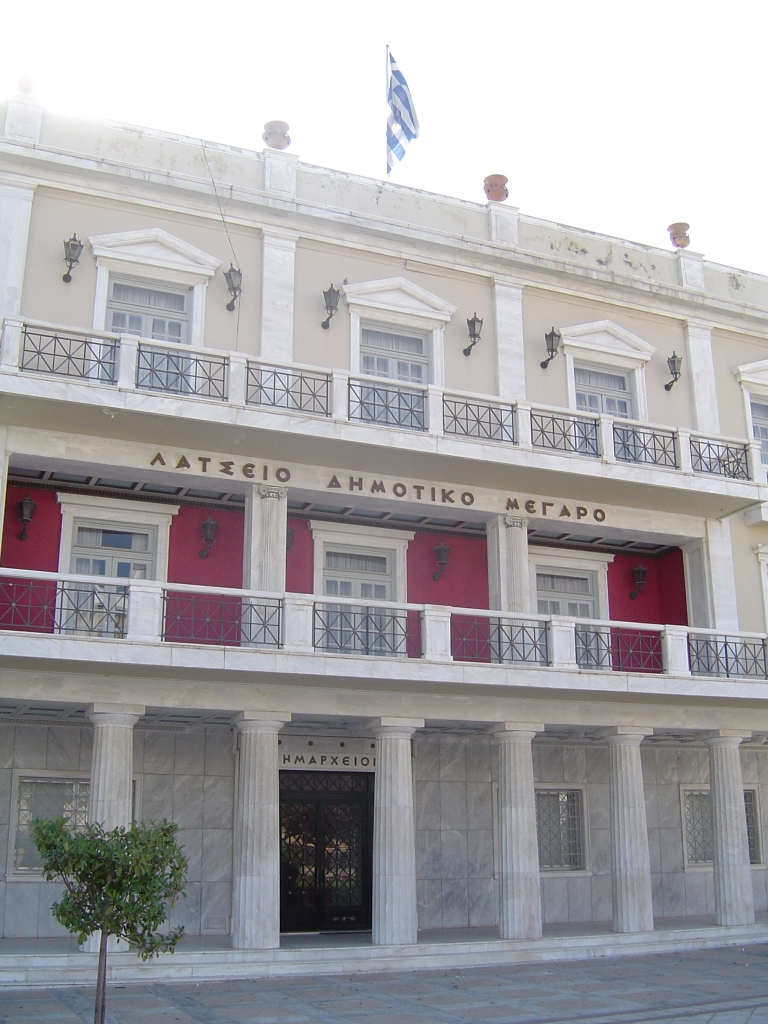
Rathaus von Pyrgos

Die Gemeinde Pyrgos wurde durch die Verwaltungsreform 2010 aus den vier Gemeinden Pyrgos, Volakas, Iordanas und Oleni zum 1. Januar 2011 gebildet. Verwaltungssitz ist die Stadt Pyrgos. Die bisherigen Gemeinden bilden Gemeindebezirke, die ehemaligen Gemeindebezirke wählen als lokale Gebietskörperschaften (Dimotikes Kinotites) eigene Vertretungen.
| Gemeindebezirke | griechischer Name         | Code   | Fläche (km²) | Einwohner 2011 | Einwohner 2021 | Dimotikes Kinotites (Sg. Δημοτική Κοινότητα) | Lage |
| --------------- | ------------------------- | ------ | ------------ | -------------- | -------------- | --- | ---- |
| Pyrgos          | Δημοτική Ενότητα Πύργου   | 390101 | 171,480      | 35.572         | 35.062         | Pyrgos, Agios Georgios, Agios Ilias, Agios Ioannis, Ambelo, Granitseika, Eleon, Katakolo, Koliri, Korakochori, Lasteika, Levendochori, Myrtea, Paleovarasena, Salmoni, Sfakidia, Skourochori, Varavasena, Vytinaika |      |
| Volakas         | Δημοτική Ενότητα Βώλακος  | 390102 | 071,771      | 02935          | 02378          | Epitalio, Agridi, Alfiousa, Anemochori |      |
| Iardanos        | Δημοτική Ενότητα Ιαρδάνου | 390103 | 062,710      | 03673          | 03274          | Vounargo, Agii Apostoli, Alpochori, Fonaitika, Katsaros, Koryfi, Xylokera, Prasino, Vrochitsa |      |
| Oleni           | Δημοτική Ενότητα Ωλένης   | 390104 | 153,221      | 05815          | 04651          | Agia Anna, Arvanitis, Goumero, Karatoula, Karya, Klindia, Koutsochera, Lanthio, Latzoio, Magoula, Mouzaki, Pefki, Charia, Chimadio, Oleni                                                                           |      |
| Gemeinde Pyrgos | Gemeinde Pyrgos           | 3901   | 459,182      | 47.995         | 45.365         | |      |

## Verkehr
Auf dem Gemeindegebiet verlief die meterspurige Bahnstrecke Patras–Zevgolatio, Ende des 19. Jahrhunderts in Abschnitten eröffnet und 2011 weitgehend stillgelegt. Wichtigster Bahnhof war hier Pyrgos, wo es ein Bahnbetriebswerk gab und von wo die Stichstrecke zum Hafen Katakolo abzweigte. Diese Zweigstrecke und ihre östliche Fortsetzung über die Hauptstrecke und die in Alfios abzweigende Stichstrecke nach Olympia ist einer von zwei verbliebenen Abschnitten der Peloponnes-Eisenbahnen, auf denen noch Personenverkehr stattfindet. 
Durch Pyrgos führt die Nationalstraße Ethniki Odos 9 von Patras nach Methoni. Die Straße Ethniki Odos 74 zweigt nach Osten ab und führt nach Tripoli.

## Persönlichkeiten
- Dionysios Kokkinos (1884–1967), Historiker, Journalist, Akademiker und Schriftsteller
- Athanasia Perra (* 1983), Dreispringerin
- Vasilios Lampropoulos (* 1990), Fußballspieler
- Georgia-Maria Despollari (* 2003), Mittelstreckenläuferin